# Burnham & Root
Burnham and Root fue una empresa de arquitectura formada por John Wellborn Root (1850-1891) y Daniel Hudson Burnham (1846-1912) en 1873 y que finalizó al morir Root en 1891 , siendo la más famosa del siglo XIX en Chicago. Burnham siguió luego en solitario con la firma, con el nombre de «D. H. Burnham y Co.».
Durante sus dieciocho años de colaboración, Burnham y Root diseñaron y construyeron edificios residenciales y comerciales. Su éxito alcanzó su cima con la coordinación de la World's Columbian Exposition en 1891.
Ambos se conocieron trabajando como aprendices en las oficinas de Drake, Carter, y Wright en 1872. Un año más tarde establecieron su propia oficina de arquitectura y comenzaron a trabajar en la construcción de residencias privadas para la élite adinerada de la industria cárnica de Chicago. Ambos estaban casados dentro de familias acomodadas, lo que les permitió establecer una base para sus negocios. Mientras que Burnham fue el diseñador pragmático e impresionante vendedor, Root se convirtió en el genio creativo de la empresa. Louis Sullivan, llamó a Burnham "un colosal mercader" obsesionado por construir las mayores y más costosas estructuras de la ciudad.
Los edificios más importantes diseñados por Burnham y Root se construyeron a finales de los años 1880 y principios de 1890, diseños que allanaron el camino para los rascacielos de hoy en día. Hasta entonces, los edificios se basaban en la mampostería exterior como soporte, lo que limitaba su altura a 12 plantas. La invención de vigas de acero de apoyo le dio la posibilidad de construir más alto y añadir más ventanas. El edificio Rand McNally, terminado en 1890, fue el primer rascacielos con armazón de acero en el mundo. Otra característica de sus diseños que revolucionó la arquitectura moderna fue su invención del bloque de oficinas tal y como lo conocemos hoy. Burnham y Root tuvieron la posibilidad de experimentar y perfeccionar su estilo creando una estética totalmente nueva que estaba libre de influencias históricas o europeas. Edificios como el Great Northern hotel (1892), el Argyle y el Pickwick demostraron el singular estilo de Root.
En 1890, cuando Chicago fue seleccionada para la Exposición Mundial Colombina, celebrando el 400.º aniversario del descubrimiento de América, Root tuvo la importante tarea de coordinar el evento. Después de decidir sobre la ubicación de la Feria y hacer los planes preliminares del sitio, decidió que «ningún arquitecto debe diseñar estos edificios, pero si varios de los mejores arquitectos de los Estados Unidos, trabajando juntos como una comisión». Por lo tanto, los más grandes arquitectos de la época fueron invitados a participar en el diseño de la Exposición. Root murió en 1891, dejando incompleto su proyecto más ambicioso. Su compañero, Daniel Burnham, a pesar de tener solo experiencia práctica y poca capacitación formal en el ámbito de la arquitectura, tuvo la responsabilidad de terminar la coordinación de la feria. Desde que la exposición abrió las puertas en junio de 1893 hasta su finalización seis meses después, fue un completo éxito.
Después del éxito obtenido y tras la pérdida de su socio, Burnham siguió operando la empresa de Burnham y Root bajo el nombre de D. H. Burnham y Co. Los proyectos iniciados por Root se completaron, entre ellos el edificio del Capitolio en 1892, que fue durante un breve período de tiempo, el edificio más alto del mundo con sus 22 plantas. Es entonces cuando su talento arquitectónico se convirtió en la fuerza motriz de la empresa, diseñando edificios emblemáticos como el Flatiorn en la ciudad de Nueva York. Burnham no pudo mantener el progreso logrado por Root en la arquitectura, pero demostró una gran versatilidad en su estilo.
Burnham murió en un accidente de coche en 1912, mientras estaba de vacaciones en Alemania.

## Obras destacadas
- 1875: Union Stock Yard Gate

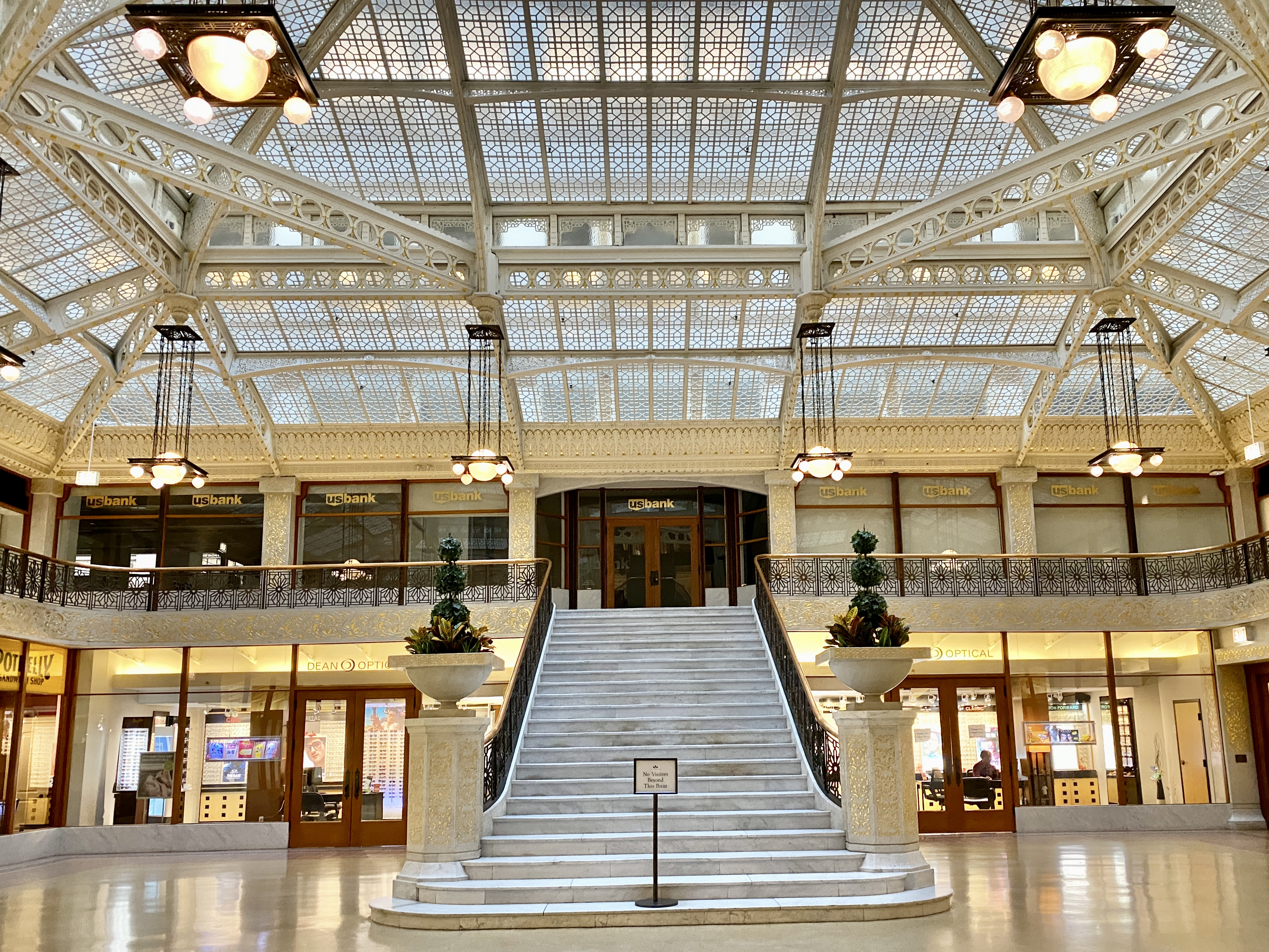
Atrium del Rookery Building

- 1882-1883: Montauk Building, demolido en 1902. primer edificio en ser denominado "skyscraper".[7]* 1885-1886: Hotel Castillo Montezuma, al noroeste de la ciudad de Las Vegas, Nuevo México, en estilo reina Ana.
- 1883: Sydney Kent House, en estilo reina Ana.
- ?-1887: Phenix Building, edificio de oficinas en Chicago en estilo neorrománico, demolido en 1957.
- 1888: Edificio Rookery, edificio de oficinas en Chicago, ejemplo de la escuela de Chicago con motivos moriscos, bizantinos, venecianos y románicos.
- 1889: Edificio Rand McNally, edificio de oficinas enChicago,  demolido en 1911, fue el primer edificio con estructura completa de acero
- 1890-1891: Luzon Building, edificio de oficinas en Tacoma, Washington.
- 1891-1893: Edificio Monadnock (mitad norte)
- 1892: Templo Masónico (Chicago)  edificio de oficinas en Chicago (edificio más alto de la ciudad en 1895-1920).
- 1892: Equitable Building, edificio de oficinas en Atlanta (Georgia), demolido en 1971.
- 1892: Great Northern Hotel, Chicago (1892), hotel en Chicago, demolido en 1940
- 1892: Mills Building, edificio de oficinas en San Francisco, California
- 1892-1893: Pearsons Hall of Science, en el campus de Beloit College en Beloit, Wisconsin, en estilo neorrománico.
- 1904: Edificio Heyworth, edificio de oficinas en Chicago

Obras de Burnham and Root
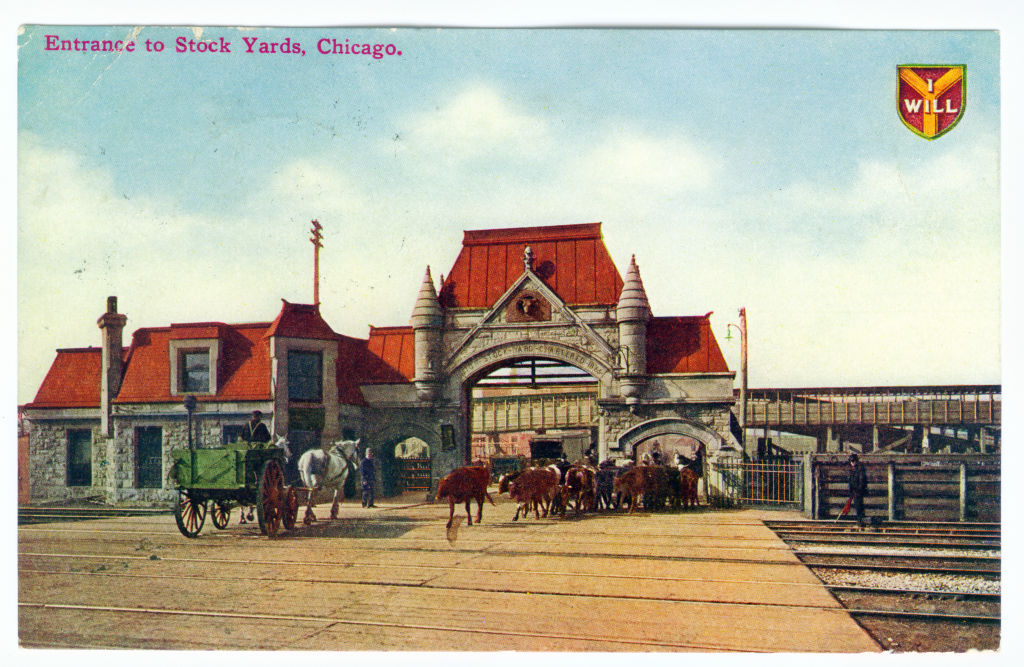
Entranda al Stock Yards (Chicago)
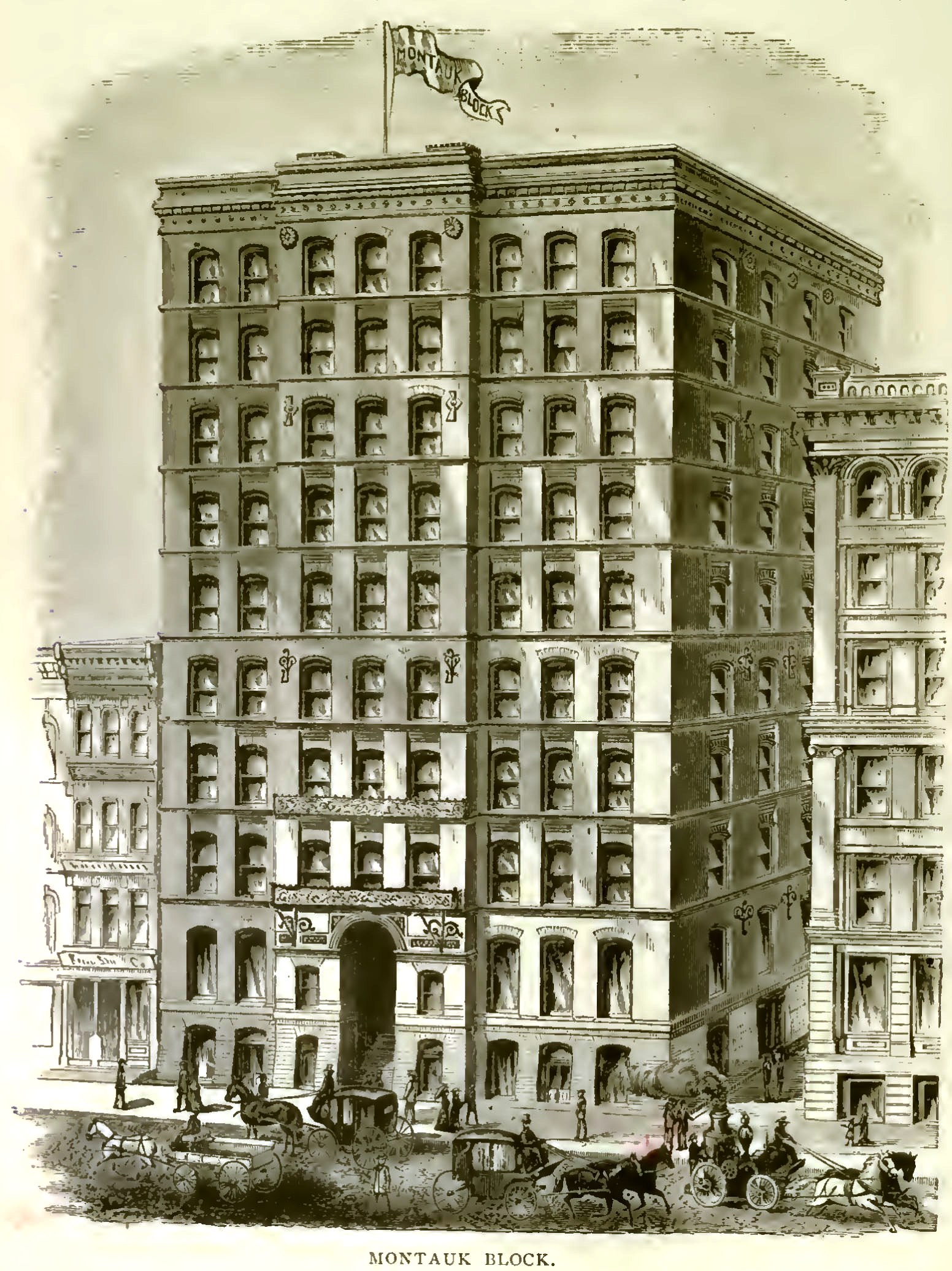
Montauk Building (1882-1883)
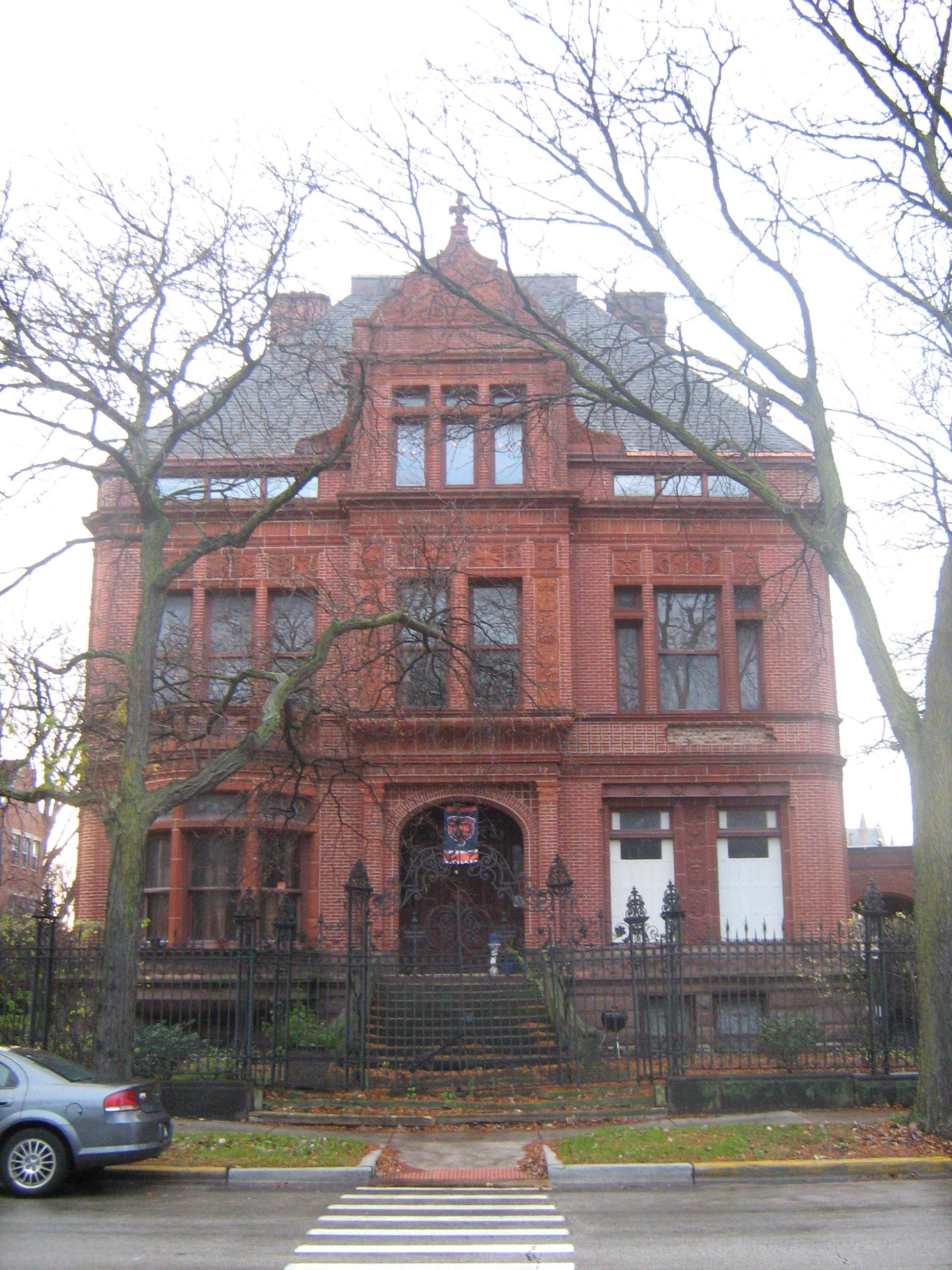
Sydney Kent House (1883)
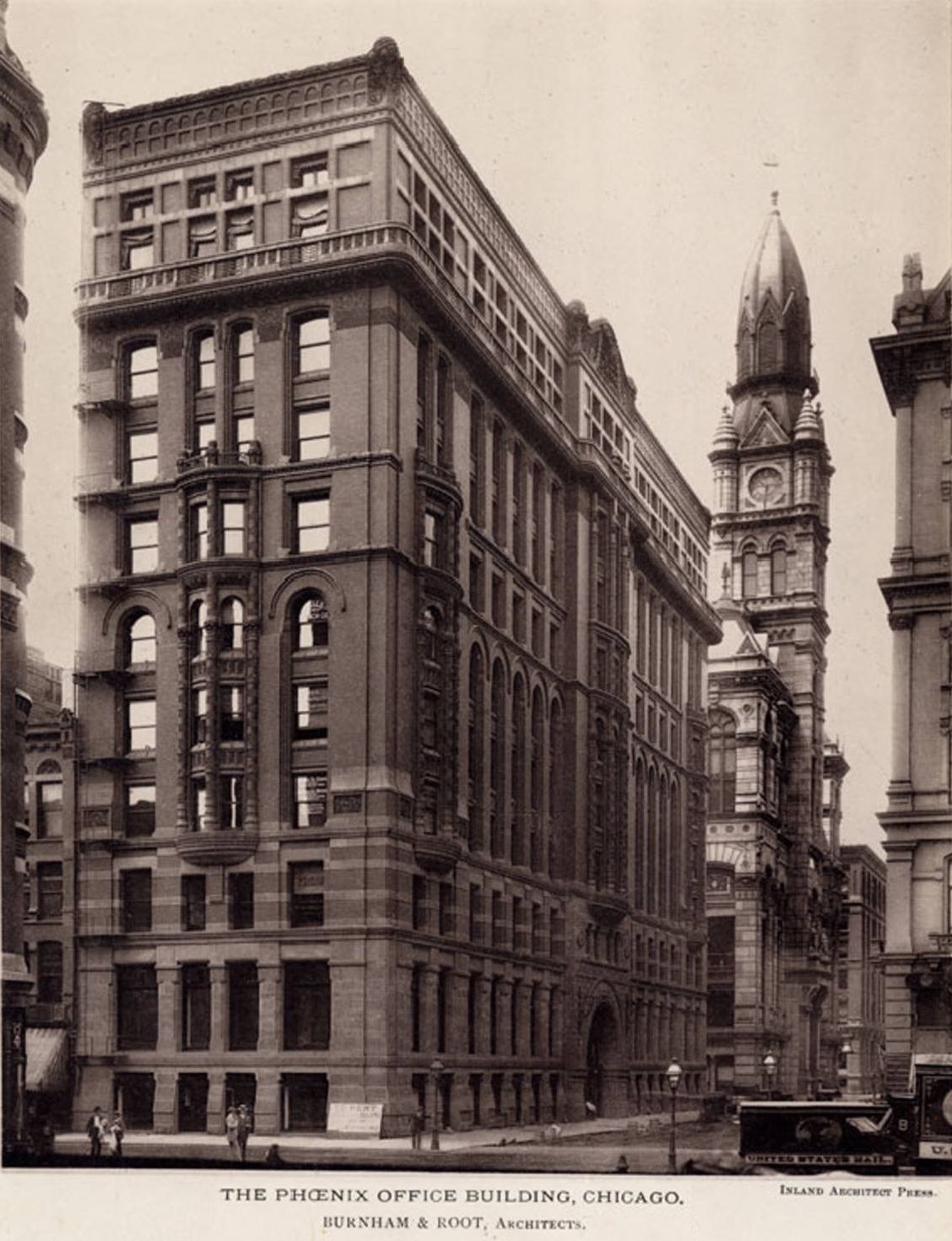
Phenix Building (?-1887)
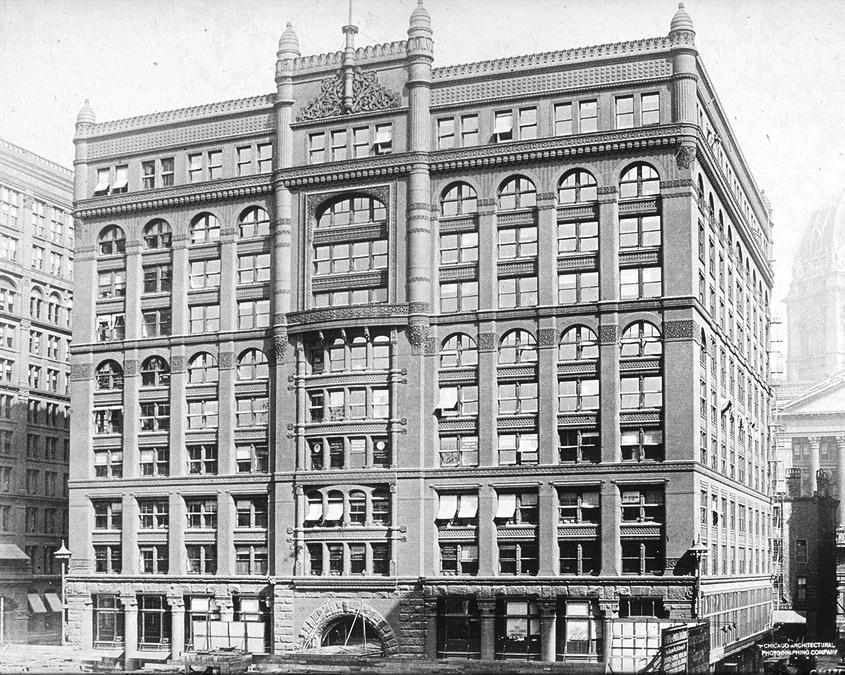
Rookery Building.(1888)
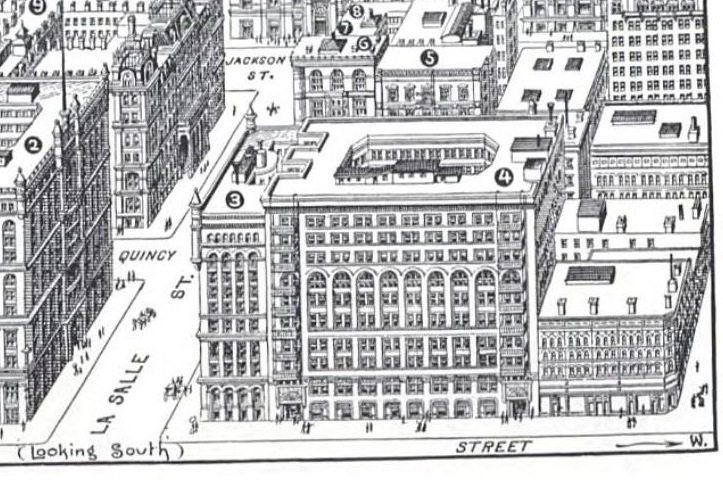
Rand McNally Building (1889)

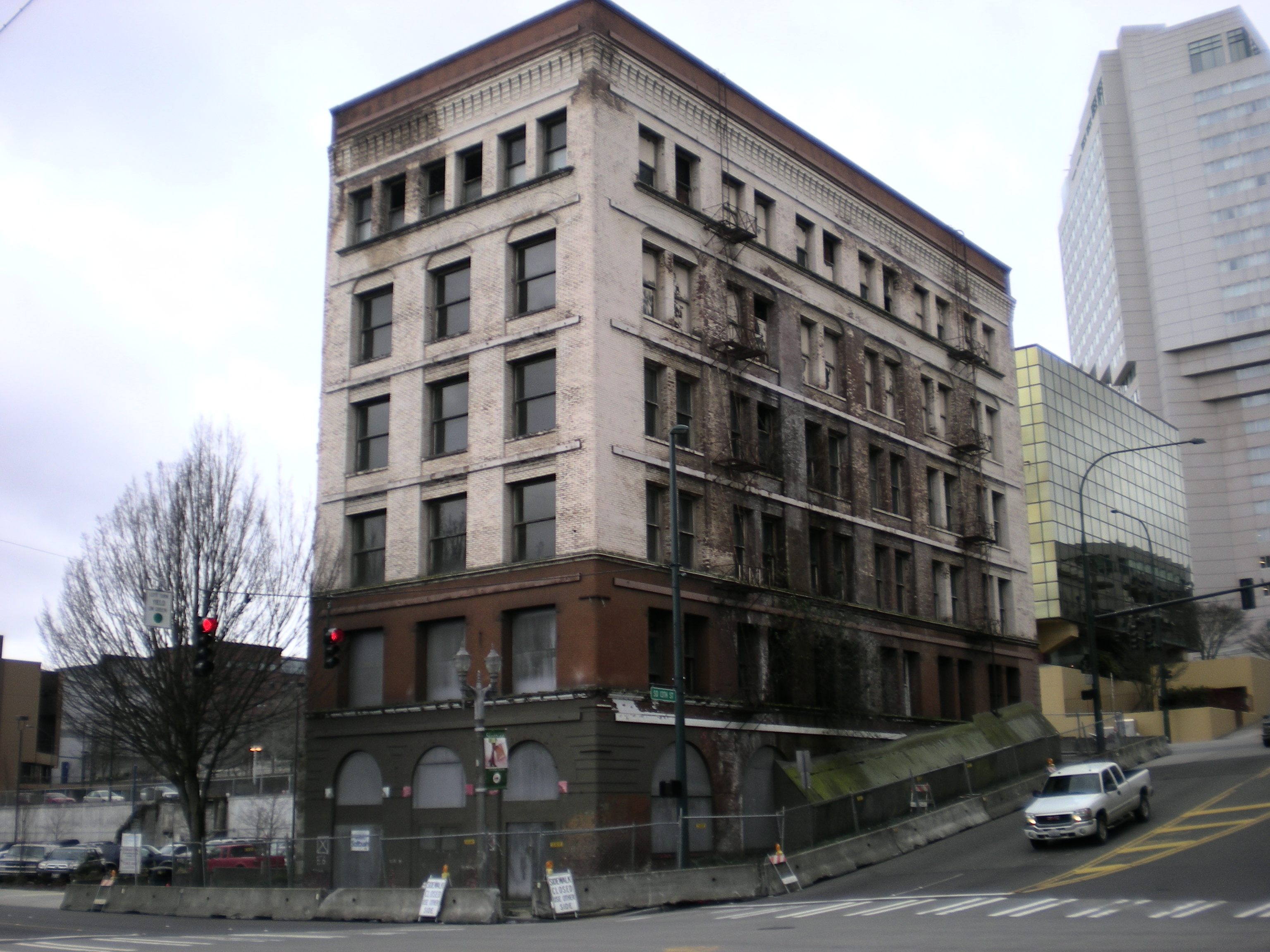
Luzon Building (1890-1891)
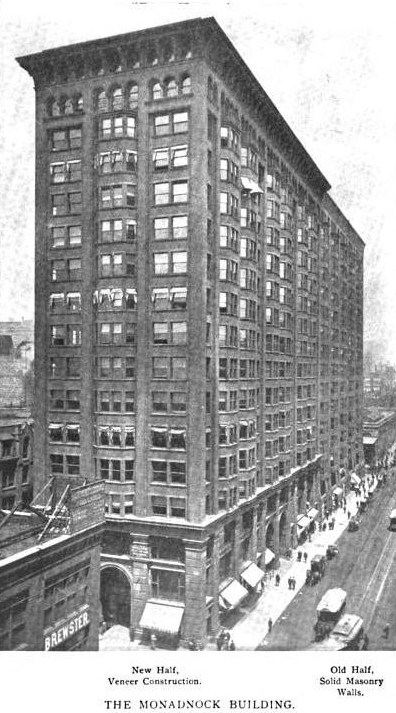
Monadnock Building (1891-1893)
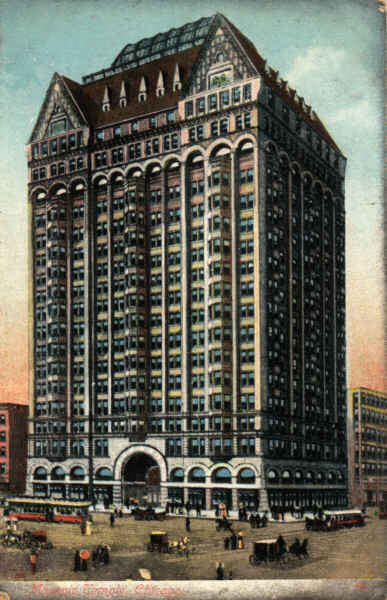
Templo Masónico (Chicago) (1892)
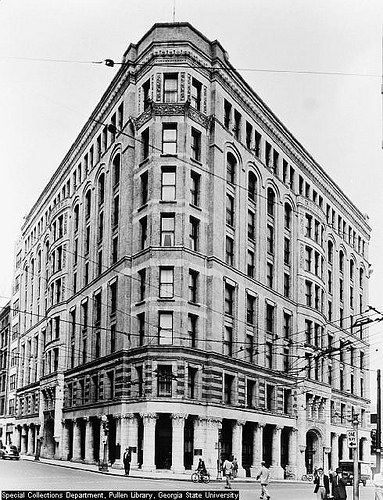
Equitable Building (Atlanta) (1892)
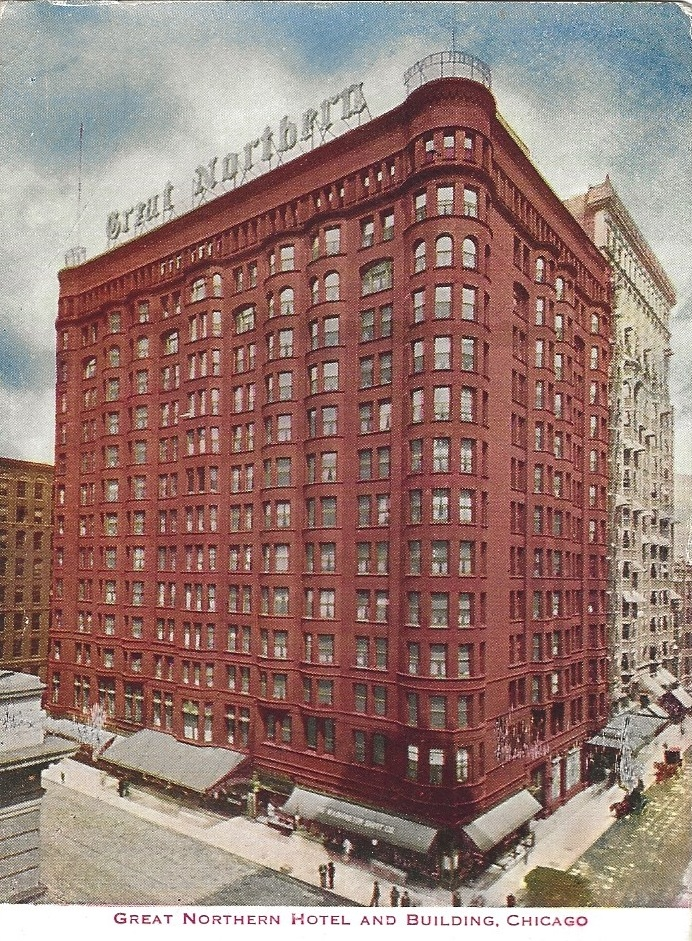
Great Northern Hotel (Chicago) (1892)
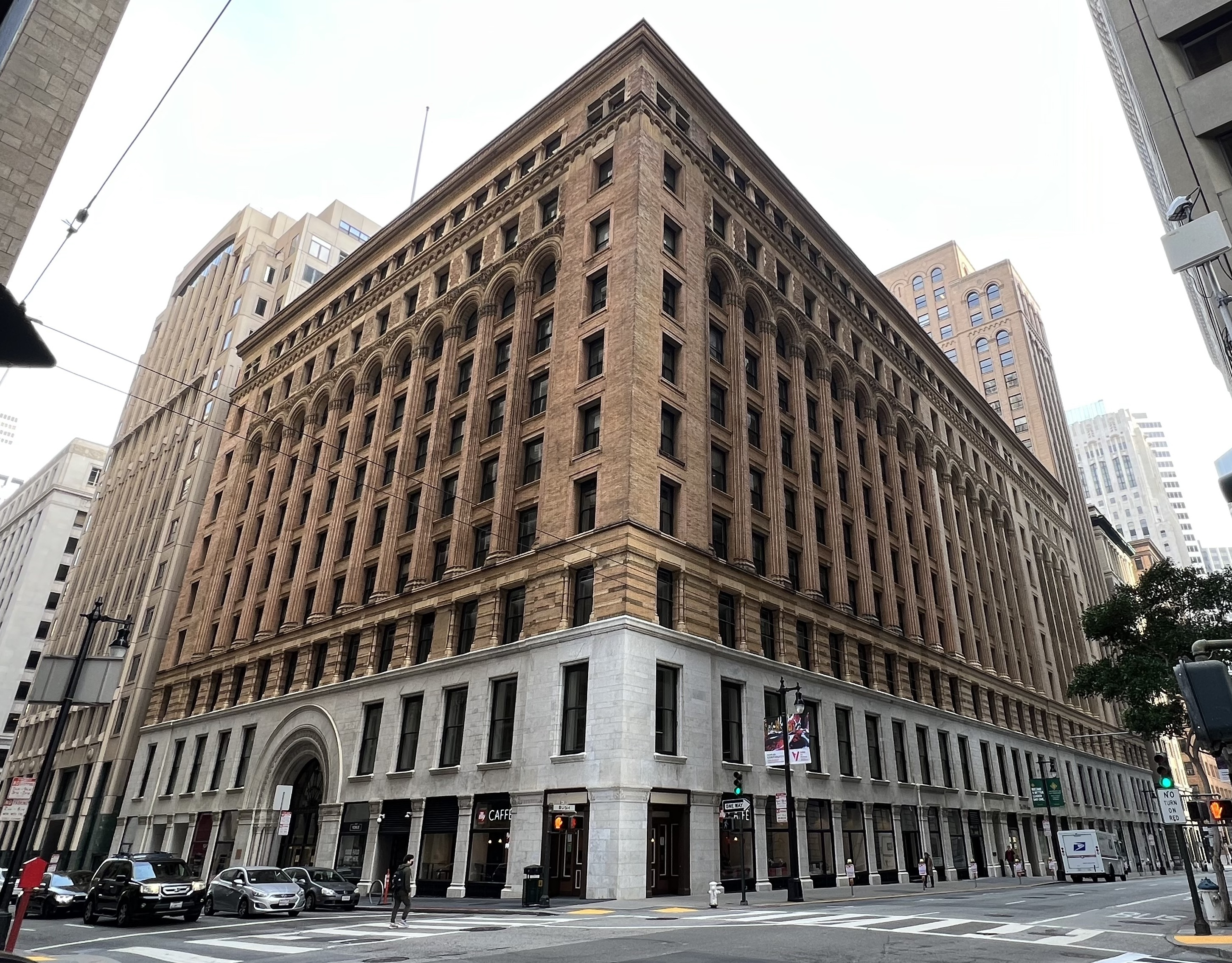
Mills Building (1892)
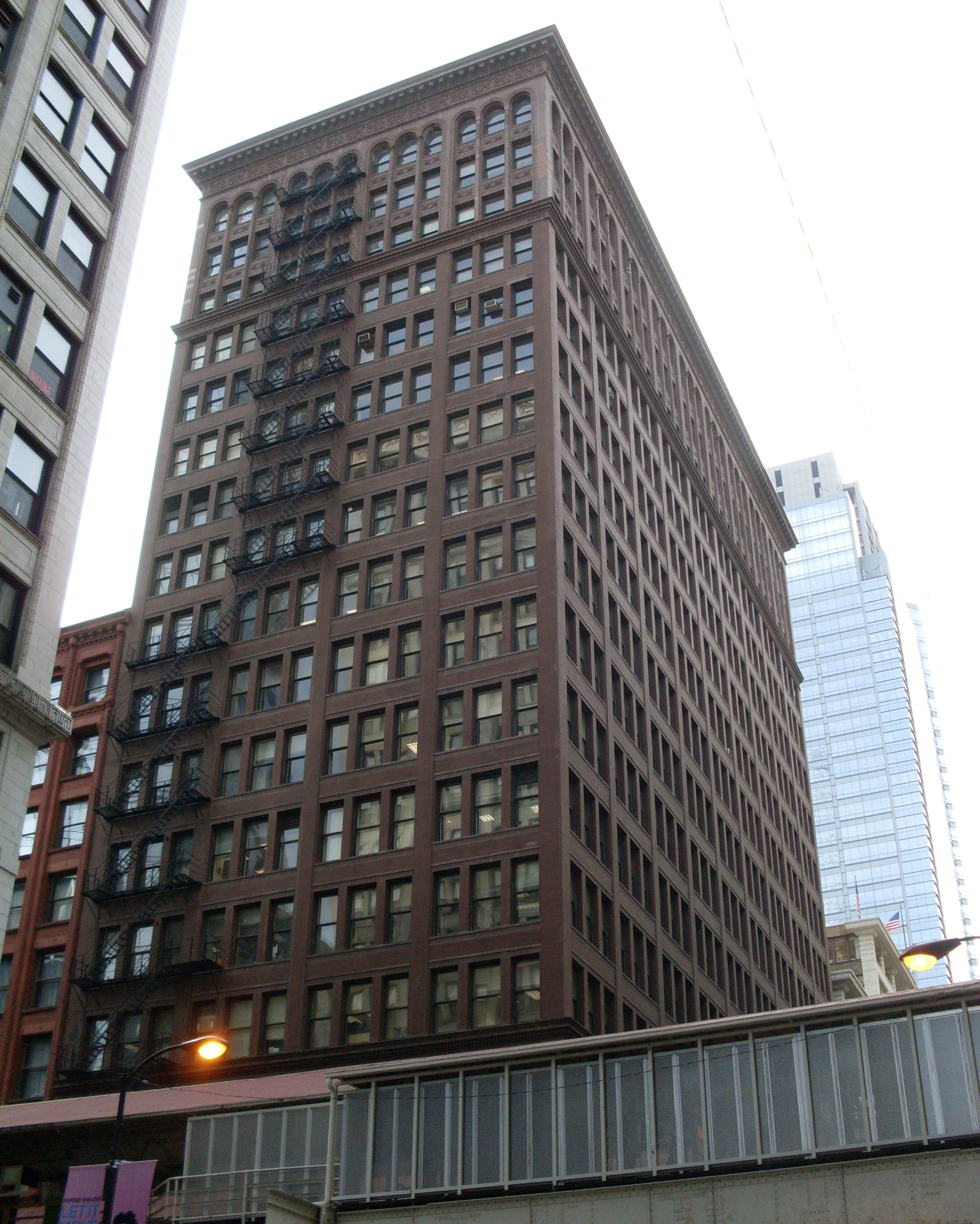
Heyworth Building (1904)